# Esqui alpino nos Jogos Olímpicos de Inverno de 2018 - Super-G feminino
O super-G feminino do esqui alpino nos Jogos Olímpicos de Inverno de 2018 foi disputado em 17 de fevereiro no Centro Alpino Yongpyong em Bukpyeong-myeon, Jeongseon.

## Medalhistas
| Ouro   | CZE Ester Ledecká  |
| Prata  | AUT Anna Veith     |
| Bronze | LIE Tina Weirather |

## Resultados
| Pos. | Bib | Atleta                      | Tempo   | Diferença |
| ---- | --- | --------------------------- | ------- | --------- |
| 01 ! | 26  | CZE Ester Ledecká           | 1:21.11 | —         |
| 02 ! | 15  | AUT Anna Veith              | 1:21.12 | +0.01     |
| 03 ! | 7   | LIE Tina Weirather          | 1:21.22 | +0.11     |
| 4    | 5   | SUI Lara Gut                | 1:21.23 | +0.12     |
| 5    | 3   | ITA Johanna Schnarf         | 1:21.27 | +0.16     |
| 6    | 11  | ITA Federica Brignone       | 1:21.49 | +0.38     |
| 6    | 1   | USA Lindsey Vonn            | 1:21.49 | +0.38     |
| 8    | 19  | AUT Cornelia Hütter         | 1:21.54 | +0.43     |
| 9    | 16  | SUI Michelle Gisin          | 1:21.57 | +0.46     |
| 10   | 14  | GER Viktoria Rebensburg     | 1:21.62 | +0.51     |
| 11   | 13  | ITA Sofia Goggia            | 1:21.65 | +0.54     |
| 12   | 4   | ITA Nadia Fanchini          | 1:21.88 | +0.77     |
| 13   | 17  | NOR Ragnhild Mowinckel      | 1:22.00 | +0.89     |
| 14   | 28  | USA Breezy Johnson          | 1:22.14 | +1.03     |
| 15   | 12  | USA Laurenne Ross           | 1:22.17 | +1.06     |
| 16   | 27  | USA Alice McKennis          | 1:22.20 | +1.09     |
| 17   | 6   | SUI Corinne Suter           | 1:22.24 | +1.13     |
| 18   | 9   | AUT Nicole Schmidhofer      | 1:22.30 | +1.19     |
| 19   | 20  | FRA Romane Miradoli         | 1:22.36 | +1.25     |
| 20   | 22  | FRA Jennifer Piot           | 1:22.38 | +1.27     |
| 21   | 18  | AUT Tamara Tippler          | 1:22.50 | +1.39     |
| 22   | 10  | FRA Tiffany Gauthier        | 1:22.56 | +1.45     |
| 23   | 23  | CAN Valérie Grenier         | 1:22.77 | +1.66     |
| 24   | 25  | SWE Lisa Hörnblad           | 1:22.79 | +1.68     |
| 25   | 30  | SLO Maruša Ferk             | 1:23.18 | +2.07     |
| 26   | 33  | POL Maryna Gąsienica-Daniel | 1:23.21 | +2.10     |
| 27   | 8   | SUI Jasmine Flury           | 1:23.30 | +2.19     |
| 28   | 2   | FRA Tessa Worley            | 1:23.54 | +2.43     |
| 29   | 24  | CAN Candace Crawford        | 1:23.69 | +2.58     |
| 30   | 32  | MON Alexandra Coletti       | 1:24.01 | +2.90     |
| 31   | 35  | AUS Greta Small             | 1:24.09 | +2.98     |
| 32   | 31  | SVK Petra Vlhová            | 1:24.26 | +3.15     |
| 33   | 36  | CZE Kateřina Pauláthová     | 1:24.48 | +3.37     |
| 34   | 38  | SLO Tina Robnik             | 1:24.49 | +3.38     |
| 35   | 34  | SVK Barbara Kantorová       | 1:25.30 | +4.19     |
| 36   | 43  | ROU Ania Monica CaillC      | 1:25.74 | +4.63     |
| 37   | 29  | CAN Roni Remme              | 1:25.90 | +4.79     |
| 38   | 41  | KEN Sabrina Simader         | 1:26.25 | +5.14     |
| 39   | 37  | CHI Noelle Barahona         | 1:27.16 | +6.05     |
| 40   | 40  | BEL Kim Vanreusel           | 1:27.60 | +6.49     |
| 41   | 39  | MEX Sarah Schleper          | 1:27.93 | +6.82     |
| 42   | 42  | BIH Elvedina Muzaferija     | 1:27.97 | +6.86     |
| 43   | 45  | UKR Olha Knysh              | 1:30.60 | +9.49     |
| —    | 21  | GER Kira Weidle             | DNF     | —         |
| —    | 44  | BLR Maria Shkanova          | DNS     | —         |

Legenda
| Recorde mundial      | Recorde mundial (World record)               |                       | Recorde africano                      | Recorde africano (African) |                                           | Q | Classificado por posição (Qualified) |
| Recorde olímpico     | Recorde olímpico (Olympic record)            | Recorde da América    | Recorde da América (Americas)         | q                          | Classificado por melhor tempo (Qualified) |   |                                      |
| Melhor marca do ano  | Melhor marca do ano (World leading)          | Recorde asiático      | Recorde asiático (Asian)              | DNS                        | Não largou (Did not start)                |   |                                      |
| Recorde nacional     | Recorde nacional (National record)           | Recorde europeu       | Recorde europeu (European)            | DNF                        | Não terminou (Did not finish)             |   |                                      |
| Recorde pessoal      | Recorde pessoal do atleta (Personal best)    | Recorde da Oceania    | Recorde da Oceania (Oceania)          | DSQ / DQ                   | Desclassificado (Disqualified)            |   |                                      |
| Recorde da temporada | Recorde da temporada do atleta (Season best) | Recorde sul-americano | Recorde sul-americano (South America) | NM                         | Sem marca (No mark)                       |   |                                      |